# Parque das Nações

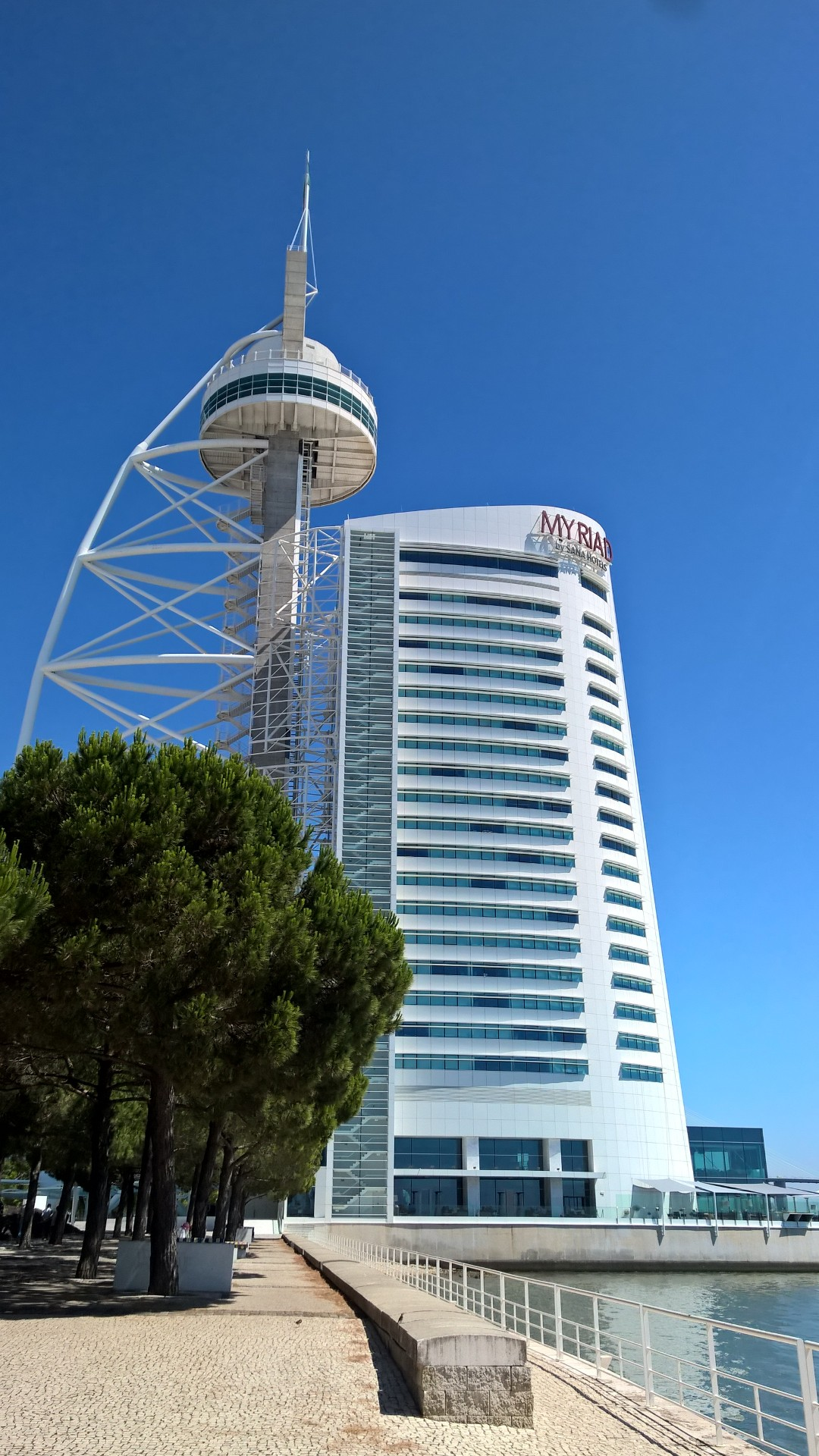
Torre Vasco da Gama.

El Parque das Nações (Parc de les Nacions) és el nom amb què es designa l'indret on es va celebrar l'Exposició Mundial del 1998 a Portugal. L'indret és avui un centre d'activitats culturals. D'arquitectura contemporània i amb espais de convivència, el parc va atraure una nova dinàmica a la zona oriental de la capital portuguesa, Lisboa i al municipi de Loures que, el 1990, encara era una zona industrial.
Destaquen les cúpules de les plataformes de l'Estació d'Orient, de Santiago Calatrava, imposant la seva línia arquitectònica; el Pavelló de Portugal, de l'arquitecte portuguès Álvaro Siza Vieira, té a l'entrada una enorme pala de formigó armat, que imita la vela d'un vaixell, deixant així a la vista la importància de les exploracions en la història del país.
Aprofitant de l'avantatge de la seva localització geogràfica, el parc també s'omple d'orgull de presentar una Marina turística moderna. La Marina Parque das Nações, que disposa de 600 àncores i infraestructures completament preparades per rebre grans esdeveniments nàutics.
A nivell administratiu, el parc es divideix entre la freguesia de Santa Maria dos Olivais, en el Concelho de Lisboa, i de Moscavide i Sacavém, en el Concelho de Loures. Alguns sectors de la població del parc i alguns moviment i partits defense la creació de la Freguesia d'Orient, en el Concelho de Lisboa, que englobaria les tres àrees en una mateixa regió administrativa.